# San Agustín de Echevarría
San Agustín de Echevarría (en euskera: San Agustin Etxebarria) es una anteiglesia y una localidad rural situada en el término municipal de Elorrio, en la comarca del Duranguesado en la provincia vasca de Vizcaya (España). En 2007 contaba con 104 habitantes.
La primera mención escrita de San Agustín es de 1053, cuando los Condes de Durango, Munio Sánchez y Leguncia de Echevarría, fundaron un monasterio para canónigos. Durante la Edad Media fue una localidad independiente y uno de los centros religiosos de la zona. En las Juntas Generales de la Merindad de Durango tenía asiento con voz y voto con el número 3. En 1630 la villa de Elorrio se anexionó la anteiglesia de San Agustín de Echevarría, por lo que esta salió de la merindad para convertirse en un barrio de la villa.
El templo fue reedificado en varias ocasiones a lo largo de los siglos XIII y XIV. El templo actual data del siglo XVI, de estilo gótico y con un crucero del mismo estilo. 
Alberga la sede de la empresa cooperativa de distribución Eroski, parte del Grupo Mondragón.